# Riddim Driven: Rice and Peas
Riddim Driven: Rice and Peas jest dziesiątą składanką z serii Riddim Driven, która została wydana w listopadzie 2002 na CD i LP. Album zawiera piosenki nagrane na riddimie "Rice and Peas" stworzonym przez Rohana "Snow Cone" Fullera. Odpowiednikiem tej składanki w Greensleeves Rhythm Album jest GRA 18: Bun Bun.

## Lista
1. "Rice and Peas" - Fat Bastard
2. "Mystery Is The Man" - Bounty Killer
3. "Warrior Cause" - Spragga Benz, Elephant Man
4. "Good Gone" - Mr. Peppa
5. "Girls Know What Guys Want" - Lady G
6. "Girls Wid Shape" - Danny English
7. "Kiss My Baby Good Morning" - Bling Dawg
8. "Love Me Forever" - Tanto Metro, Devonte
9. "Gimme De Girls Dem" - Hawkeye
10. "Fire" - Nadine Sutherland, Killish
11. "Dem Nuh Know We" - Frankie Sly
12. "Rollin' With These Stars" - Round Head
13. "Tell Tiesha" - Toma Hawk
14. "Dedicated to the World" - Assassin, Sugar Slick
15. "Not Ready For Di Hype" - Alozade
16. "Bomba Clatt" - Kiprich, Killa Banton
17. "Bun A Parasite" - Mega Banton
18. "School" - Shane-O
19. "Unaminious Decision" - Saba Tooth
20. "Rice & Peas Version"